# Megalostylis
Megalostylis é um género botânico pertencente à família Euphorbiaceae.
Plantas encontradas em regiões quentes, principalmente das Américas.

## Sinonímia
| - Cremophyllum Scheidw. - Dalechampsia Post & Kuntze | - Dalechampia L. - Rhopalostylis Klotzsch ex Baill. |

### Espécie
Megalostylis poeppigii S.Moore

## Nome e referências
Megalostylis S.Moore